# Bittacus insularis
Bittacus insularis är en näbbsländeart som beskrevs av Peter Esben-Petersen 1915. 
Bittacus insularis ingår i släktet Bittacus och familjen styltsländor. Inga underarter finns listade i Catalogue of Life.